# Kingston, Ontario

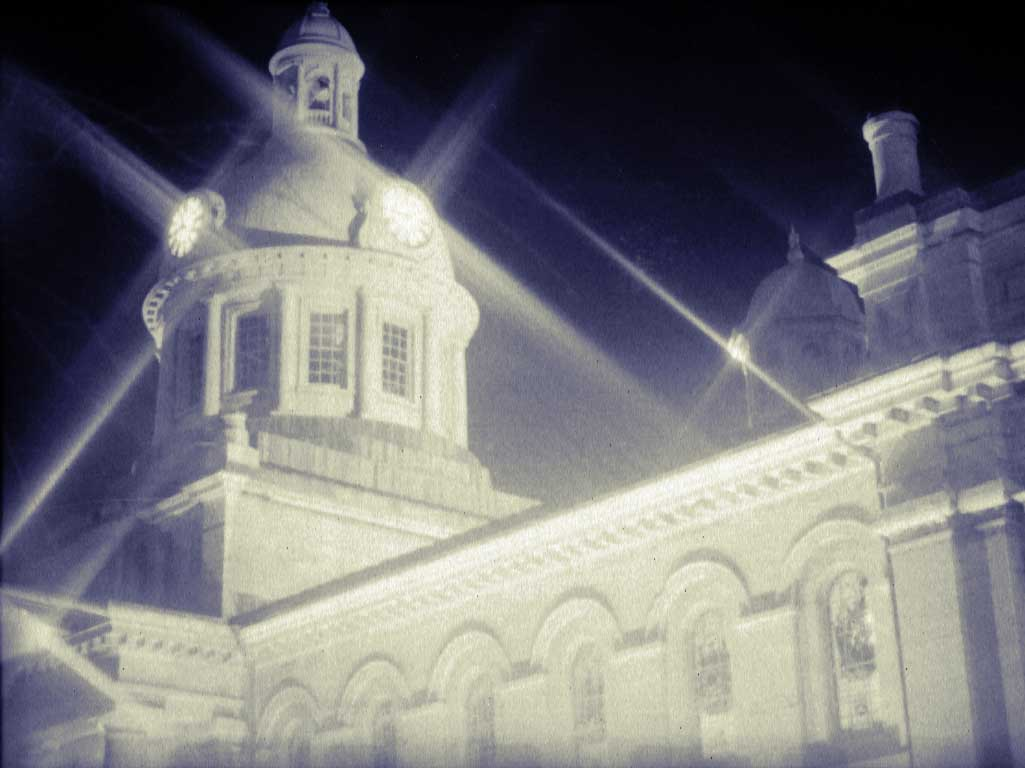
Kingston Ontario

Kingston är en stad i Ontario i Kanada, belägen på den nordöstra kusten av Ontariosjön, där sjön går ihop med Saint Lawrencefloden och dess örika sträcka Thousand Islands längs gränsen mot USA. Den centrala delen av staden är belägen mellan Cataraquifloden i öst och Little Cataraqui Creek i väst, med områden belägna i båda riktningar. Kingston är huvudorten i Frontenac County. Staden har fått smeknamnet Limestone City (Kalkstensstaden), eftersom många historiska byggnader byggdes av kalksten. Kingston har utvecklats från den handelsplats och militärfort som anlades av fransmän på platsen år 1673 under namnet Fort Cataraqui (senare känd som Fort Frontenac). 

## Stad och storstadsområde
Staden, City of Kingston, har 117 207 invånare (2006) på en yta av 450,39 km², varav 102 410 invånare bor i själva tätorten. 
Kingstons urbaniserade område består av tätorten samt mindre områden strax utanför stadsgränsen. Området har 109 431 invånare (2006) på en yta av 92,43 km². Hela storstadsområdet, Kingston Census Metropolitan Area, har totalt 152 358 invånare (2006) på en yta av 1 906,69 km². Området består av staden Kingston samt kommunerna Frontenac Islands, Loyalist och South Frontenac. 

## Demografi
Vid 2001 års folkräkning fanns det då 146 838 invånare i storstadsområdet, av vilka 49,1 % var män och 50,9 % var kvinnor. Barn under fem år utgjorde omkring 5,1 % av invånarantalet i Kingston. Detta kan jämföras med 5,8 % i Ontario och nästan 5,6 % över hela Kanada.
Vidare var 14,1 % pensionärer (65 år och äldre), jämfört med 13,2 % i Kanada. Medelåldern var 38,1 år som kan jämföras med 37,2 i hela Kanada.
Under de fem åren mellan 1996 och 2001 växte invånarantalet i Kingston med 1,6 %, jämfört med 6,1 % i Ontario totalt. Befolkningstätheten i Kingston var 77 personer per kvadratkilometer, jämfört med 12,6 för hela Ontario. 
Vita utgjorde 95,7 % av folkmängden (133 717 invånare), sydasiatiska 1 % (1 405 invånare), kineser 1 % (1 400 invånare), chino 0,7 % (1 030 invånare) och svarta 0,4 % (655 invånare). De främsta invånargrupperna är britter, irländare, portugiser, fransmän och italienare, östindier, lankeser och jamaicaner.
43,6 % av befolkningen var protestanter, 33,1 % romersk-katolska, 1,6 % tillhör övriga kristna grenar och 18,0 % hävdar att de inte tillhör någon religion.

## Personligheter
- Bryan Adams, sångare och kompositör
- John A. Macdonald, premiärminister
- Robert Mundell, ekonom
- George Romanes, biolog
- David Usher, singer-songwriter